# Kujō Tadanori
Kujō Tadanori (九条 忠教) (1248 - 24 décembre 1332), fils du régent Kujō Tadaie, est un noble de cour japonais (kugyō) de l'époque de Kamakura. Il exerce la fonction de régent kampaku de 1291 à 1293. Il a deux fils, Kujō Moronori et Kujō Fusazane.

## Source de la traduction
- (en) Cet article est partiellement ou en totalité issu de l’article de Wikipédia en anglais intitulé « Kujō Tadanori » (voir la liste des auteurs).